# Mapei
Mapei S.p.A és una companyia italiana fundada el 12 de febrer de 1937 per Rodolfo Squinzi a Milà, Itàlia, dedicada al sector de materials per a la construcció com ara morter, revestiments o adhesiu entre d'altres.
El nom Mapei correspon a les sigles en italià de Materiali Ausiliari Per l'Edilizia e l'Indústria ("Materials auxiliars per a la construcció i la indústria"). Des de la seva fundació l'empresa va anar creixent i diversificant la seva producció.

## Història
Fundada el 1937 com una petita empresa amb tres empleats dedicada a la producció de productes per a parets -pintures, materials d'exteriors i interiors-, va passar a convertir-se en una multinacional dedicada als materials de construcció líder en el mercat italià i amb presència activa a Europa.
Als anys setanta s'incorpora a la companyia el fill del fundador, Giorgio Squinzi, graduat en química industrial. A causa de l'impuls que aquest va donar a la companyia aplicant avenços tecnològics als materials, Mapei va obtenir uns beneficis majors i va poder introduir-se en nous mercats com el nord-americà -Estats Units i el Canadà-. L'any 1984 l'empresa passa a ser dirigida oficialment per Giorgio Squinzi, prenent el relleu al seu pare i fundador de la companyia, Rodolfo Squinzi.

## Equip ciclista
L'administrador de Mapei, Giorgio Squinzi, és afeccionat al ciclisme i des de 1993 fins al 2002 va patrocinar un equip ciclista, el Mapei, que va ser al llarg d'aquestes deu temporades un dels equips més potents del pelotó. En aquest equip van córrer ciclistes com ara els espanyols Fernando Escartín, Óscar Freire o Abraham Olano i d'altres com el suís Tony Rominger. L'equip va desaparèixer el 2002 després de cessar el seu patrocini per part de l'empresa, i actualment és l'Omega Pharma-Quick Step.
La companyia va fundar també el Mapei Sport, que és un centre d'entrenament per a esports de resistència i que continua en actiu. El doctor Aldo Sassi va ser el seu principal responsable fins a la seva defunció.